# 豐丘村 (日本)
豐丘村（日语：／ Toyooka mura */?）是長野縣下伊那郡北部的一村。